# Jenn Suhr
Jennifer Suhr (tidigare Stuczynski), även känd som Jenn Suhr, född den 5 februari 1982, Fredonia i Chautauqua i New York, är en amerikansk friidrottare som tävlar i stavhopp. 
Stuczynski började med stavhopp 2004 och året efter hoppade hon 4,20. Under säsongen 2006 blev hon trea på IAAF World Athletics Final och förbättrade sitt personbästa ytterligare till 4,66. 
Under 2007 hoppade hon 4,88 innan VM i Osaka skulle börja. Hoppet var det näst högsta någon hade hoppat -  bara världsrekordshållaren Jelena Isinbajeva hade hoppat högre. VM blev emellertid ett misslyckande för Stuczynski som slutade på tionde plats.
Stuczynski deltog i inomhusvärldsmästerskapen 2008 där hon slutade på andra plats efter Isinbajeva. Under utomhussäsongen slog Stuczynski till med nytt personligt rekord på 4,90 vid en tävling i Carson, Kalifornien. 
Stuczynski deltog vid de Olympiska sommarspelen 2008 i Peking, där hon slutade tvåa med ett hopp på 4,80; den enda som besegrade henne var ryskan Isinbajeva.
Vid inomhusvärldsmästerskapen 2016 tog hon guldmedaljen med ett hopp på 4,90 meter, vilket också var nytt mästerskapsrekord.
30 januari samma år satte hon nytt världsrekord inomhus med 5,03.